# Edicions de Windows 10
Windows 10 té dotze edicions (amb exclusió de les quatre edicions "N"), totes amb funcions variades, casos d'ús o diferents conjunts de característiques de maquinari. Algunes edicions es distribueixen només en dispositius directament des d'un fabricant de dispositius, mentre que edicions com ara Enterprise i Education només estan disponibles a través de canals de llicenciament per volum. Microsoft també fa que les edicions de Windows 10 estiguin disponibles per als fabricants de dispositius per utilitzar-les en classes específiques de dispositius, incloent telèfons intel·ligents (Windows 10 Mobile) i dispositius IoT.

## Edicions de referència
Les edicions de referencia són les úniques edicions disponibles com a compres independents als punts de venda.
Home
Windows 10 Home està dissenyat per al seu ús en PC, tauletes i PC 2-en-1. Inclou totes les funcions dirigides al consumidor.
Pro
Windows 10 Pro inclou totes les funcions de Windows 10 Home, amb capacitats addicionals dirigides a entorns empresarials, tal com Active Directory, Remote Desktop, BitLocker, Hyper-V, i Windows Defender Device Guard.
Pro for Workstations
El 10 d'agost de 2017, Microsoft va anunciar una edició de Pro for Workstations que estarà disponible al setembre, juntament amb l'actualització de Fall Creators per a Windows 10. Aquesta edició està dissenyada per a maquinari d'alta gamma per a tasques informàtiques intensives i és compatible amb processadors Intel Xeon o AMD Opteron, fins a 4 CPU, fins a 6TB RAM,el sistema de fitxers ReFS, mòduls de memòria dual en línia no volàtil (NVDIMM) i accés remot de memòria directa (RDMA). Al 15 de desembre de 2017, aquesta edició estava disponible preinstal·lada en dues estacions de treball de l'empresa Dell. Les edicions de Windows 10 Home, Pro i S poden actualitzar-se a aquesta edició. Aquesta edició es pot actualitzar a les edicions Pro Education, Enterprise o Education de Windows 10.

## Edicions per a organitzacions
Aquestes edicions afegeixen funcions per facilitar el control centralitzat de moltes instal·lacions del sistema operatiu dins d'una organització. L'avinguda principal d'adquirir-los és un contracte de llicenciament per volum amb Microsoft.
Enterprise
Windows 10 Enterprise ofereix totes les funcions de Windows 10 Pro, amb funcions addicionals per oferir assistència a organitzacions basades en TI, i és funcionalment equivalent a Windows 8.1 Enterprise. Windows 10 Enterprise és configurable en tres branques, Branca Actual (BA), Branca Actual per a Negocis (BAN), i el programa Windows Insider.
Education
Windows 10 Education té el mateix conjunt de funcions que Windows 10 Enterprise i es distribueix a través de llicències per volum acadèmiques.
Pro Education
Aquesta edició es va introduir el juliol de 2016 per als socis de maquinari en els nous dispositius adquirits amb els descomptes de llicències acadèmiques K–12. Compta amb una aplicació "Set Up School PCs" que permet l'aprovisionament de configuracions mitjançant una memòria USB, i no inclou Cortana, suggeriments de la Microsoft Store o Windows Spotlight.
Enterprise LTSC
Enterprise LTSC (Canal de manteniment a llarg termini) (anteriorment LTSB (Branca de serveis a llarg termini)) és una variant de suport a llarg termini de Windows 10 Enterprise que es publica cada 2 o 3 anys. Cada versió tenen un suport d'actualitzacions de seguretat durant 10 anys després de la seva versió i no reben intencionadament cap actualització de funcions. Algunes funcions, incloses les aplicacions de la Microsoft Store i aplicacions incloses, no s'inclouen en aquesta edició. Aquesta edició es va llançar per primera vegada com a Windows 10 Enterprise LTSB (Long-Term Servicing Branch). Actualment hi ha 3 versions de LTSC: una el 2015 (versió 1507), una el 2016 (versió 1607) i una altra al 2019 (versió 1809).

## Edicions específiques per dispositiu
Holographic
Una edició específica utilitzada per les ulleres intel·ligents de realitat mixta Microsoft HoloLens.
IoT
Dissenyat específicament per al seu ús en petita empremta, dispositius de baix cost i escenaris d'IoT. És una versió recent dels sistemes operatius incrustats de Microsoft anteriorment, Windows Embedded. Ja s'han anunciat tres edicions: IoT Core, IoT Enterprise, i IoT Mobile Enterprise.
Team
Windows 10 Team és una versió especifica per a dispositius Windows 10 carregada dins de la Surface Hub.

## Edicions descatalogades
Es descontinuen les següents edicions de Windows 10, és a dir, no formaven part de la versió 1803 de Windows 10. (Tant per a Mobile com per a Mobile Enterprise, Microsoft va confirmar que sortia del mercat dels dispositius mòbils de consum, de manera que no hi ha cap producte successor disponible.)
Mobile
Windows 10 Mobile està dissenyat per a telèfons intel·ligents i tauletes petites. Inclou totes les característiques bàsiques dels consumidors, incloent la capacitat de Continuum. És el de facto successor de Windows Phone 8.1 and Windows RT.
Mobile Enterprise
Windows 10 Mobile Enterprise ofereix totes les funcions de Windows 10 Mobile, amb característiques addicionals per assistir amb organitzacions basades en TI, d'una manera similar a Windows 10 Enterprise, però optimitzada per a dispositius mòbils.
El març de 2018, Microsoft va anunciar que esborrarien progressivament Windows 10 S, citant confusió entre fabricants i usuaris finals. Microsoft planeja reemplaçar aquesta edició amb la capacitat dels proveïdors d'enviar dispositius amb Windows 10 Home o Pro amb el "Mode S", en què Windows per defecte només permet instal·lar aplicacions des de Microsoft Store, però no requereix pagaments per desactivar aquestes restriccions.
IoT Mobile
Un equivalent binari de Windows 10 Mobile Enterprise amb llicència per a aplicacions IoT. També conegut com  'IoT Mobile Enterprise' .
Mode S
Windows 10 S és una edició limitada de característiques de Windows 10 dissenyada principalment per a dispositius de gamma baixa al mercat educatiu. Té un procés de configuració i inici de sessió més ràpid, i permet disposar de dispositius mitjançant una unitat USB amb l'aplicació "Set Up School PCs". Windows 10 S només permet la instal·lació de programari (basades en Universal Windows Platform i l'API de Windows) de la Microsoft Store, encara que els programes de línia d'ordres o intèrpret d'ordres (fins i tot de la botiga de Windows) no estan permeses. La configuració del sistema està bloquejada per permetre que Microsoft Edge només sigui el navegador web per defecte amb el motor de cerca Bing. El sistema operatiu es pot actualitzar a Windows 10 Pro amb una tarifa, per permetre la instal·lació de programari sense restriccions. Microsoft també ofereix mitjans de rebaixar de nou a l'edició S. Tots els dispositius Windows 10 S inclouran una subscripció gratuïta d'un any a Minecraft: Education Edition. Els crítics han comparat l'edició amb Windows RT, i ho han considerat un competidor Chrome OS.
Windows 10X
Anunciat originalment per utilitzar-lo en dispositius de doble pantalla com ara el Surface Neo i altres factors de forma potencials; les característiques de 10X són modificades al disseny de la interfície d'usuari dissenyat sobre un context específic sobre les interaccions o "postures en el dispositiu, incloent-hi una Menú d'Inici redissenyat sense rajoles, i l'ús de la tecnologia de contenidors per que pugui funcionar programari Win32. El 4 de maig de 2020, Microsoft va anunciar que Windows 10X s'utilitzarà inicialment en dispositius d'una sola pantalla i que “continuaran buscant el moment adequat, conjuntament amb els nostres socis OEM, per portar al mercat dispositius de doble pantalla”. El 7 de maig de 2021, el desenvolupament de Windows 10X es va aturar indefinidament, a favor de millorar Windows 10.

## Variacions
Igual que amb les versions anteriors de Windows des de XP, totes les edicions de Windows 10 per la PC tenen variacions "N" i "KN" a Europa i Corea del Sud que exclouen certes funcionalitats multimèdia agrupades, inclosos els reproductors multimèdia i components relacionats, per tal de complir el dret de la competència. El "Paquet de funcions multimèdia" es pot instal·lar per restaurar aquestes funcions.
Igual que amb Windows 8.1, el preu reduït per a "Windows 10 amb Bing" està disponible per a OEMs; aquest està subvencionat per tenir el motor de cerca de Microsoft Bing per defecte, que no es pot canviar a un motor de cerca diferent per part de l'OEM. Està destinat principalment a dispositius de baix cost, i és d'una altra manera idèntica a Windows 10  Home .
Al maig de 2017, es va informar que Microsoft tenia, com a part de la seva associació amb China Electronics Technology Group, va crear una versió especialment modificada de Windows 10  Enterprise  dissenyada per al seu ús a les sucursals del govern xinès. Aquesta versió està preconfigurada "elimineu funcions que no siguin necessàries per part dels empleats del govern xinès", i permetre l'ús dels seus algorismes de xifrat intern.

## Taula comparativa
| Ítem                             | Significat |
| -------------------------------- | --- |
| Sí                               | La funció està present a l'edició indicada |
| Sí, amb [actualització]          | La funció està present a l'edició donada després d'instal·lar una determinada actualització |
| No                               | La funció està absent a l'edició indicada |
| [Explicació]                     | La funció està parcialment present a l'edició indicada |
| [Explicació] amb [actualització] | La funció està parcialment present a l'edició donada, després d'instal·lar una determinada actualització (pot ser que estigui totalment present abans d'aquesta actualització o que no estigui present en absolut) |

| Característiques                                       | Home                           | Pro                                           | Education                              | Enterprise                             |
| ------------------------------------------------------ | ------------------------------ | --------------------------------------------- | -------------------------------------- | -------------------------------------- |
| Arquitectura                                           | IA-32, x86-64                  | IA-32, x86-64                                 | IA-32, x86-64                          | IA-32, x86-64                          |
| Disponibilitat                                         | OEM, Venda al detall           | OEM, Venda al detall, Llicenciament per volum | Llicenciament per volum                | Llicenciament per volum                |
| Té variants N o KN?                                    | Sí                             | Sí                                            | Sí                                     | Sí                                     |
| Memòria física màxima (RAM)                            | 4 GB en IA-32 128 GB en x86-64 | 4 GB en IA-32 2 TB (2048 GB) en x86-64        | 4 GB en IA-32 2 TB (2048 GB) en x86-64 | 4 GB en IA-32 2 TB (2048 GB) en x86-64 |
| Nivell mínim de telemetria                             | Bàsic                          | Bàsic                                         | Seguretat                              | Seguretat                              |
| Continuum                                              | Sí                             | Sí                                            | Sí                                     | Sí                                     |
| Cortana                                                | Sí                             | Sí                                            | Sí, amb 1703                           | Sí                                     |
| Encriptació del dispositiu de maquinari                | Sí                             | Sí                                            | Sí                                     | Sí                                     |
| Microsoft Edge                                         | Sí                             | Sí                                            | Sí                                     | Sí                                     |
| Suport de diversos paquets d'idiomes                   | Sí                             | Sí                                            | Sí                                     | Sí                                     |
| Gestió de dispositius mòbils                           | Sí                             | Sí                                            | Sí                                     | Sí                                     |
| Càrrega lateral de la línia d'aplicacions empresarials | Sí                             | Sí                                            | Sí                                     | Sí                                     |
| Escriptoris virtuals                                   | Sí                             | Sí                                            | Sí                                     | Sí                                     |
| Windows Hello                                          | Sí                             | Sí                                            | Sí                                     | Sí                                     |
| Windows Spotlight                                      | Sí                             | Sí                                            | Sí                                     | Sí                                     |
| Escriptori remot                                       | Només client                   | Client i amfitrió                             | Client i amfitrió                      | Client i amfitrió                      |
| Remote App                                             | Només client                   | Només client                                  | Client i amfitrió                      | Client i amfitrió                      |
| Suport de ReFS                                         | No es pot crear amb 1709       | No es pot crear amb 1709                      | No es pot crear amb 1709               | Sí                                     |
| Windows Subsystem for Linux                            | Només SKU de 64-bit, amb 1607  | Només SKU de 64-bit, amb 1607                 | Només SKU de 64-bit, amb 1607          | Només SKU de 64-bit, amb 1607          |
| Hyper-V                                                | No                             | Només SKU de 64-bit                           | Només SKU de 64-bit                    | Només SKU de 64-bit                    |
| Assigned Access 8.1                                    | No                             | Sí                                            | Sí                                     | Sí                                     |
| BitLocker                                              | No                             | Sí                                            | Sí                                     | Sí                                     |
| Botiga empresarial                                     | No                             | Sí                                            | Sí                                     | Sí                                     |
| Accés condicional                                      | No                             | Sí                                            | Sí                                     | Sí                                     |
| Es pot canviar a CBB (ajornar actualitzacions)?        | No                             | Sí                                            | Sí                                     | Sí                                     |
| Unir-se a un domini i gestió de polítiques de grup     | No                             | Sí                                            | Sí                                     | Sí                                     |
| Protecció de dades empresarials                        | No                             | Sí                                            | Sí                                     | Sí                                     |
| Mode d'empresa d'Internet Explorer (MEIE)              | No                             | Sí                                            | Sí                                     | Sí                                     |
| Unir-se a un Active Directory de Microsoft Azure       | No                             | Sí                                            | Sí                                     | Sí                                     |
| Catàleg privat                                         | No                             | Sí                                            | Sí                                     | Sí                                     |
| Windows Analytics                                      | No                             | Sí                                            | Sí                                     | Sí                                     |
| Protecció d'informació de Windows                      | No                             | Sí                                            | Sí                                     | Sí                                     |
| Windows Update per a empreses                          | No                             | Sí                                            | Sí                                     | Sí                                     |
| AppLocker                                              | No                             | No                                            | Sí                                     | Sí                                     |
| BranchCache                                            | No                             | No                                            | Sí                                     | Sí                                     |
| Guàrdia de credencials (migracions passa el hash)      | No                             | No                                            | Sí                                     | Sí                                     |
| Guàrdia de dispositius                                 | No                             | No                                            | Sí                                     | Sí                                     |
| DirectAccess                                           | No                             | No                                            | Sí                                     | Sí                                     |
| Microsoft App-V                                        | No                             | No                                            | Sí                                     | Sí                                     |
| Microsoft Desktop Optimization Pack (MDOP)             | No                             | No                                            | Sí                                     | Sí                                     |
| Microsoft UE-V                                         | No                             | No                                            | Sí                                     | Sí                                     |
| Control de la pantalla d'inici amb la política de grup | No                             | No                                            | Sí                                     | Sí                                     |
| Control i bloqueig de l'experiència d'usuari           | No                             | No                                            | Sí                                     | Sí                                     |
| Windows To Go                                          | No                             | No                                            | Sí                                     | Sí                                     |
| Característiques                                       | Home                           | Pro                                           | Education                              | Enterprise                             |

La fórmula de les llicències OEM de Microsoft té en compte la mida de la pantalla, la capacitat de RAM i la capacitat d'emmagatzematge. A mitjans de 2015, es preveia que els dispositius amb 4 GB de RAM eren $20 més cars que els dispositius amb 2 GB de RAM.

## Camí d'actualitzacions

### Actualització gratuïta
En el moment del llançament, Microsoft va considerar que els usuaris de Windows 7 (amb Service Pack 1), Windows 8 i Windows 8.1 poden actualitzar a Windows 10 de franc, sempre que l'actualització es realitzi dins de l'any a partir de la data de llançament inicial del Windows 10. Windows RT i les respectives edicions Enterprise de Windows 7, 8 i 8.1 van ser excloses d'aquesta oferta. Des del 29 de juliol de 2016, Windows 10 ja no s'ofereix com una actualització gratuïta, sinó que s'ha de comprar una llicència.
| Versió de Windows i edició | Edició de Windows 10 |
| -------------------------- | -------------------- |
| Windows 7 Starter          | Home                 |
| Windows 7 Home Basic       | Home                 |
| Windows 7 Home Premium     | Home                 |
| Windows 7 Professional     | Pro                  |
| Windows 7 Ultimate         | Pro                  |
| Windows 8.1 amb Bing       | Home                 |
| Windows 8.1                | Home                 |
| Windows 8.1 Pro            | Pro                  |
| Windows Phone 8.1          | Mobile               |

### Actualització comercial
A la taula següent es resumeixen les possibles rutes d'actualització que es poden prendre, sempre que es comprin les llicències adequades.
| Ítem     | Significat                                                                            |
| -------- | ------------------------------------------------------------------------------------- |
| Sí       | L'actualització completa és possible, conservant aplicacions, configuració i dades    |
| No       | L'actualització completa no és possible                                               |
| Rebaixar | L'actualització completa és possible, però es produirà una pèrdua de característiques |

| Versió de Windows    | Versió de Windows | Objectiu d'actualització | Objectiu d'actualització | Objectiu d'actualització | Objectiu d'actualització | Objectiu d'actualització |
| Versió de Windows    | Versió de Windows | Windows 10 Home          | Windows 10 Pro           | Windows 10 Pro Education | Windows 10 Enterprise    | Windows 10 Education     |
| -------------------- | ----------------- | ------------------------ | ------------------------ | ------------------------ | ------------------------ | ------------------------ |
| Windows 7            | Starter           | Sí                       | Sí                       | Sí                       | No                       | Sí                       |
| Windows 7            | Home Basic        | Sí                       | Sí                       | Sí                       | No                       | Sí                       |
| Windows 7            | Home Premium      | Sí                       | Sí                       | Sí                       | No                       | Sí                       |
| Windows 7            | Professional      | Rebaixar                 | Sí                       | Sí                       | Sí                       | Sí                       |
| Windows 7            | Ultimate          | Rebaixar                 | Sí                       | Sí                       | Sí                       | Sí                       |
| Windows 7            | Enterprise        | No                       | No                       | No                       | Sí                       | Sí                       |
| Windows 8.x          | (Core)            | Sí                       | Sí                       | Sí                       | No                       | Sí                       |
| Windows 8.x          | Professional      | Rebaixar                 | Sí                       | Sí                       | Sí                       | Sí                       |
| Windows 8.x          | Enterprise        | No                       | No                       | No                       | Sí                       | Sí                       |
| Windows 8.x Embedded | Industry          | No                       | No                       | No                       | Sí                       | No                       |
| Windows 10           | Home              | N/D                      | Sí                       | Sí                       | No                       | Sí                       |
| Windows 10           | Pro               | Rebaixar                 | N/D                      | Sí                       | Sí                       | Sí                       |
| Windows 10           | Enterprise        | No                       | No                       | No                       | N/D                      | Sí                       |
| Windows 10           | Education         | No                       | No                       | No                       | Rebaixar                 | N/D                      |

## Branques de llançaments
Les noves compilacions de Windows 10, conegudes com a actualitzacions de funcions, són, des del 2017, publicats bianualment al març i setembre de cada any. Cada actualització de funcions conté noves funcions i altres canvis en el sistema operatiu. El ritme en què un sistema rep actualitzacions de funcions depèn de la branca d'alliberament des del qual el sistema descarrega les seves actualitzacions. Windows 10 Pro, Enterprise i Education poden utilitzar opcionalment una branca que rebi actualitzacions a un ritme més lent. Aquests modes es poden gestionar a través de la configuració del sistema, Windows Server Update Services (WSUS), Windows Update per Negocis, Directives de Grup o a través dels sistemes de gestió de dispositius mòbils tal com Microsoft Intune.
Windows Insider
Windows Insider és un programa de testeig Beta que permet l'accés a les compilacions preliminars de Windows 10; està dissenyat per permetre que els usuaris, desenvolupadors i proveïdors de realimentació puguin provar i proporcionar comentaris sobre futures actualitzacions de funcions a Windows 10 a mesura que es desenvolupin. Windows Insider en si consisteix en tres "anells", "Ràpid" (que rep noves compilacions a mesura que surten), "Lent" (que rep noves compilacions amb un retard després d'haver-la desplegat als usuaris de l'anell ràpid), i "Vista previa de llançament".
Branca actual (BA)
BA distribueix totes les actualitzacions de funcions a mesura que es graduen des de la branca de Windows Insider. Només les últimes compilacions són oficialment suportades per Microsoft; es proporciona un període de gràcia de 60 dies per a una compilació recentment publicada que s'instal·larà abans que la compilació anterior deixi de rebre els pedaços. A partir de la versió 1703, es proporcionen configuracions addicionals per pausar o diferir les actualitzacions de la funció durant un període determinat, però no estan disponibles a Windows 10 Home.
Branca actual per a Negocis (BAN)
BAN distribueix actualitzacions de funcions amb un retard de quatre mesos des del seu llançament original a BA. Això permet als clients i venedors avaluar i realitzar proves addicionals en compilacions noves abans d'implementacions més àmplies. Els dispositius es poden tornar a canviar a BA en qualsevol moment. BAN no està disponible a Windows 10 Home. Es proporciona un període de gràcia de 8 mesos per a una versió recentment publicada que s'instal·larà abans que la compilació anterior deixi de rebre els pegats.
Branca de manteniment a llarg termini (LTSB)
Aquesta branca està exclusivament disponible per a l'edició de Windows 10 Enterprise LTSB i distribueix instantànies d'aquesta edició que s'actualitzen cada 2-3 anys. Les compilacions de LTSB s'adhereixen a la política d'assistència tradicional de Microsoft que estava vigent abans de Windows 10: No s'actualitzen amb funcions noves i s'admeten les actualitzacions crítiques durant 10 anys després del seu llançament. Microsoft descoratja oficialment l'ús de LTSB fora dels "dispositius especials" que realitzen una funció fixa i, per tant, no requereixen noves funcions d'experiència d'usuari. Com a resultat, exclou la botiga de Windows, la majoria de les funcionalitat de Cortana i la majoria d'aplicacions incloses (incloent Microsoft Edge).